# Shizuka Yamamoto
Shizuka Yamamoto –en japonés, 山本静香, Yamamoto Shizuka– (Osaka, 5 de diciembre de 1975) es una deportista japonesa que compitió en bádminton. Ganó una medalla de bronce en el Campeonato Mundial de Bádminton de 2003, en la prueba de dobles.

## Palmarés internacional
| Campeonato Mundial | Campeonato Mundial       | Campeonato Mundial | Campeonato Mundial |
| Año                | Lugar                    | Medalla            | Prueba             |
| ------------------ | ------------------------ | ------------------ | ------------------ |
| 2003               | Birmingham (Reino Unido) | Medalla de bronce  | Dobles             |